# Biblioteca Nacional do Peru

A Biblioteca Nacional do Peru (em espanhol Biblioteca Nacional del Perú), abreviada BNP, é uma instituição pública localizada na cidade de Lima, subordinada ao ministério da cultura peruano. Abriga uma coleção de livros, periódicos, revistas, manuscritos, documentos históricos — públicos e particulares, fotografias, filmes entre outros, estabelecendo-se como instituição memorial da nação peruana.

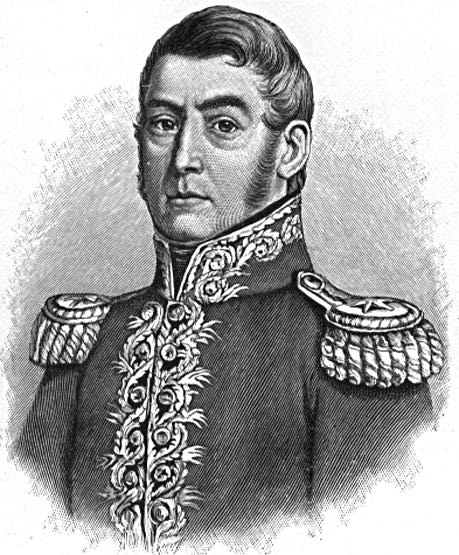
José de San Martín, fundador da Biblioteca Nacional em 1821.

Atualmente conto com duas sedes, ambas na capital do Peru e abertas ao público. A mais moderna localiza-se na Avenida de la Poesía, no distrito de San Borja desenhada pelo arquiteto peruano Franco Vella, projeto ganhador do Hexágono de Oro na XII Bienal de Arquitetura do Peru no ano de 2006, o edifício original situa-se na Avenida Abancay, no distrito de Lima.

## História
Tem sua origem em 1568, com a fundação do Colégio Máximo de São Paulo pelos jesuítas. Após a Independência do Peru foi expedido o decreto de criação da Biblioteca Nacional, por José de San Martín, em 28 de agosto de 1821. A Instituição nomeou seu primeiro bibliotecário em fevereiro de 1822, sendo este Mariano José de Arce Bedrigal.[carece de fontes?] O regulamento da Biblioteca Nacional do Peru é promulgado em 31 de agosto do mesmo ano e logo após, no dia 17 de setembro é inaugurada.
A BNP passou por várias fases de reestruturação desde a sua fundação. Durante a Guerra do Pacífico, o exército chileno, depois de tomar Lima, saquearam vários itens, incluindo parte do acervo da biblioteca. O escritor peruano e estudioso Ricardo Palma, que foi diretor da biblioteca em 1884, observou em um de seus relatórios que das 56.000 obras que a BNP possuía antes da guerra, a apenas 378 foram deixadas no final da ocupação. Embora parte do acervo levado já tenha sido devolvido, ainda há conversações em curso entre o diretor da biblioteca e as autoridades chilenas sobre como identificar obras que possam pertencer ao Peru que seriam, eventualmente recuperáveis.
Outro evento significativo, em 10 de maio de 1943 passou por um incêndio que destruiu quase por completo o patrimônio documental da biblioteca que era, junto com os acervos das bibliotecas nacionais do México e do Brasil, uma dos mais importantes das Américas. Várias obras históricas e culturais de grande valor foram perdidas, na ocasião a BNP contava com cerca de 200.000 itens, incluindo manuscritos e incunábulos. Um novo edifício foi construído com os mesmos fundamentos da antiga biblioteca, juntamente com um centro de treinamento para os futuros administradores bibliotecários.

## Modernização
O processo de modernização da Biblioteca Nacional do Peru foi iniciado em 1992, com a restauração e a remodelação de seu local, visto que em 1943 ela sofreu um incêndio que a destruiu em quase sua totalidade, com a renovação de seus equipamentos e sua coleções, com a ampliação e o melhoramento dos serviços bibliotecários. A Biblioteca permite o acesso a base de dados aos usuários, através do sistema de informação em rede, implementado em 1993.

## Missão e funções
A biblioteca tem várias funções, entre as quais a de formular, conduzir, supervisionar e avaliar o cumprimento das políticas e planos de desenvolvimento de serviço de bibliotecas dentro da esfera nacional para fins educacionais. Estas e outras decisões administrativas relativas a biblioteca também dependem do Ministério da Educação do país.

## Sedes

### Sede na Avenida Abancay
Em 17 de setembro de 1822 foi inaugurada a Biblioteca Nacional, que contava com 11.256 volumes que procedia da antiga biblioteca dos jesuítas e de doações particulares, entre eles 600 volumes de propriedade do General San Matín. Como primeiro bibliotecário, foi nomeado o clérigo arequipenho e brilhante orador do Congresso Constituinte, Don Mariano José de Arce.
Depois do incêndio de 10 de maio de 1943, o diretor Jorge Basadre, designa Emilia Harth Terré para elaborar os novos planos da Biblioteca Nacional. O local da avenida Abancay, sede principal cuja construção data de meados do século XX, foi declarado pelo Instituto Nacional da Cultura (INC) como monumento histórico.
Durante 190 anos a BNP ocupou o histórico loca da avenida Abancay, no centro da capital, agora convertido na Grande Biblioteca Pública de Lima.

### Sede em San Borja
Em 27 de março de 2006 foi inaugurado o segundo e moderno local, desenhado pelos arquitetos Guillermo Claux Alfaro, Franco Vella Zardín, Walter Morales Llanos e Augusta Estremadoyro de Vella, no distrito limenho de San Borja na interseção da avenida Javier Prado com a avenida Aviación em frente ao Museo de la Nación de Perú. A gestão para seu estabelecimento se iniciou com Juan Mejía quando foi o seu diretor em 1986. Nesse ano foi conseguido o terreno em San Borja para o novo local.
Na presença do presidente Alejandro Toledo, o diretor da BNP Sinesio López e outras personalidade, no dia 27 de março, foi inaugurada a nova sede. Consta de um edifício de 20 mil metros quadrados, armários personalizados e computadores com conexão de Internet para o uso do público. Em 17 de abril de 2006 foi iniciado oficialmente o atendimento ao público externo.